# شهرستان فال ریور (داکوتای جنوبی)
شهرستان فال ریور، داکوتای جنوبی (به انگلیسی: Fall River County, South Dakota) یک سکونتگاه مسکونی در ایالات متحده آمریکا است که در داکوتای جنوبی واقع شده‌است.

## خصوصیات
شهرستان فال ریور ۴٬۵۳۰ کیلومترمربع مساحت دارد.